# Snooker-Saison 1970/71
Die Snooker-Saison 1970/71 war eine Reihe von Turnieren, die der Snooker Main Tour angehörten. Sie fing im Juli 1970 an und endete im Januar 1971. Während der Saison wurden offiziell fünf Turniere gespielt, insgesamt gab es neun Profispieler.

## Turniere
| Datum                           | Turnier                              | Turnierart        | Austragungsort                  | Sieger         | Finalgegner    | Ergebnis |
| ------------------------------- | ------------------------------------ | ----------------- | ------------------------------- | -------------- | -------------- | -------- |
| 26. Juli bis 30. August 1970    | Australian Professional Championship | Non-Ranking       | Sydney                          | Eddie Charlton | Norman Squire  | 15:6     |
| 28. August bis 7. November 1970 | Snookerweltmeisterschaft             | Non-Ranking       | mehrere Orte in New South Wales | John Spencer   | Warren Simpson | 37:29    |
| Januar 1971                     | Pot Black                            | Einladungsturnier | Birmingham                      | John Spencer   | Fred Davis     | 1:0      |
| 4. Januar bis 31. Januar 1971   | Park Drive 2000 – Spring             | Liga              | England                         | John Spencer   | Rex Williams   | 4:1      |
| 28. April bis 29. April 1971    | Park Drive 600                       | Einladungsturnier | England                         | Ray Reardon    | John Spencer   | 4:0      |